# Майстер Экхарт

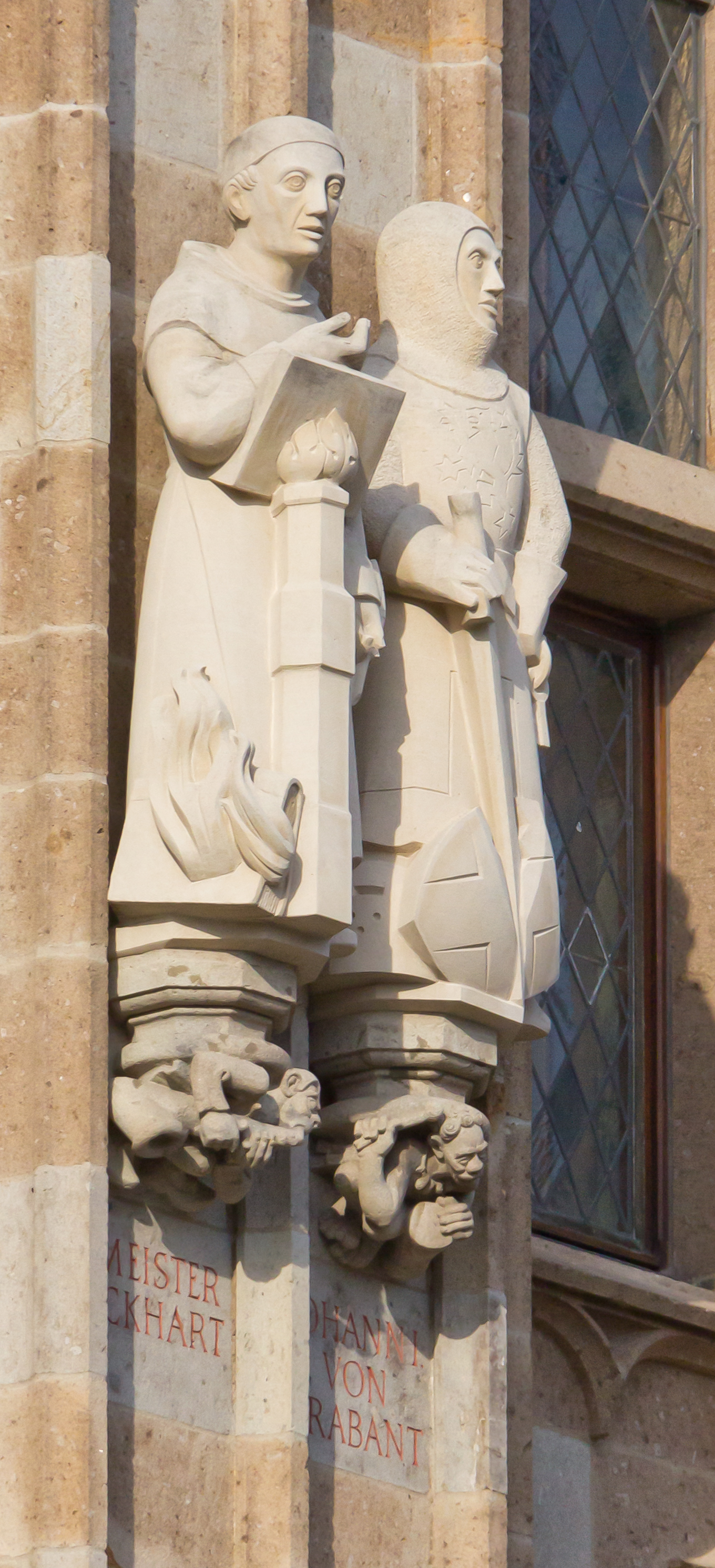
Статуи Майстера Экхарта (слева) и Жана I, герцога Брабанта (справа) на Кёльнской ратуше

Майстер Экхарт (ср.-в.-нем. Meister Eckhart, традиц. русское написание Мейстер Экхарт), то есть учитель Экхарт, известный также как Иоганн Экхарт (Johannes Eckhart) и Экхарт из Хоххайма или Хоххаймский (Eckhart von Hochheim, лат. Eckhartus de Hochheim; ок. 1260; Хохгайм (Тюрингия) — ок. 1328; Авиньон) — средневековый немецкий теолог и философ, один из крупнейших христианских мистиков, учивший о присутствии Бога во всём существующем (пантеизм).
Католическое учение не могло принять концепцию Экхарта, и в скором времени после его смерти папской буллой Иоанна XXII от 1329 года 28 положений его учения были объявлены ложными. В XX веке в Ватикане был поднят вопрос о реабилитации Экхарта.
Экхарт дал определённый импульс развитию немецкой христианской мистики, предвосхитил идеалистическую диалектику Гегеля, повлиял на Лютера, сыграл большую роль в становлении литературного немецкого языка.

## Биография

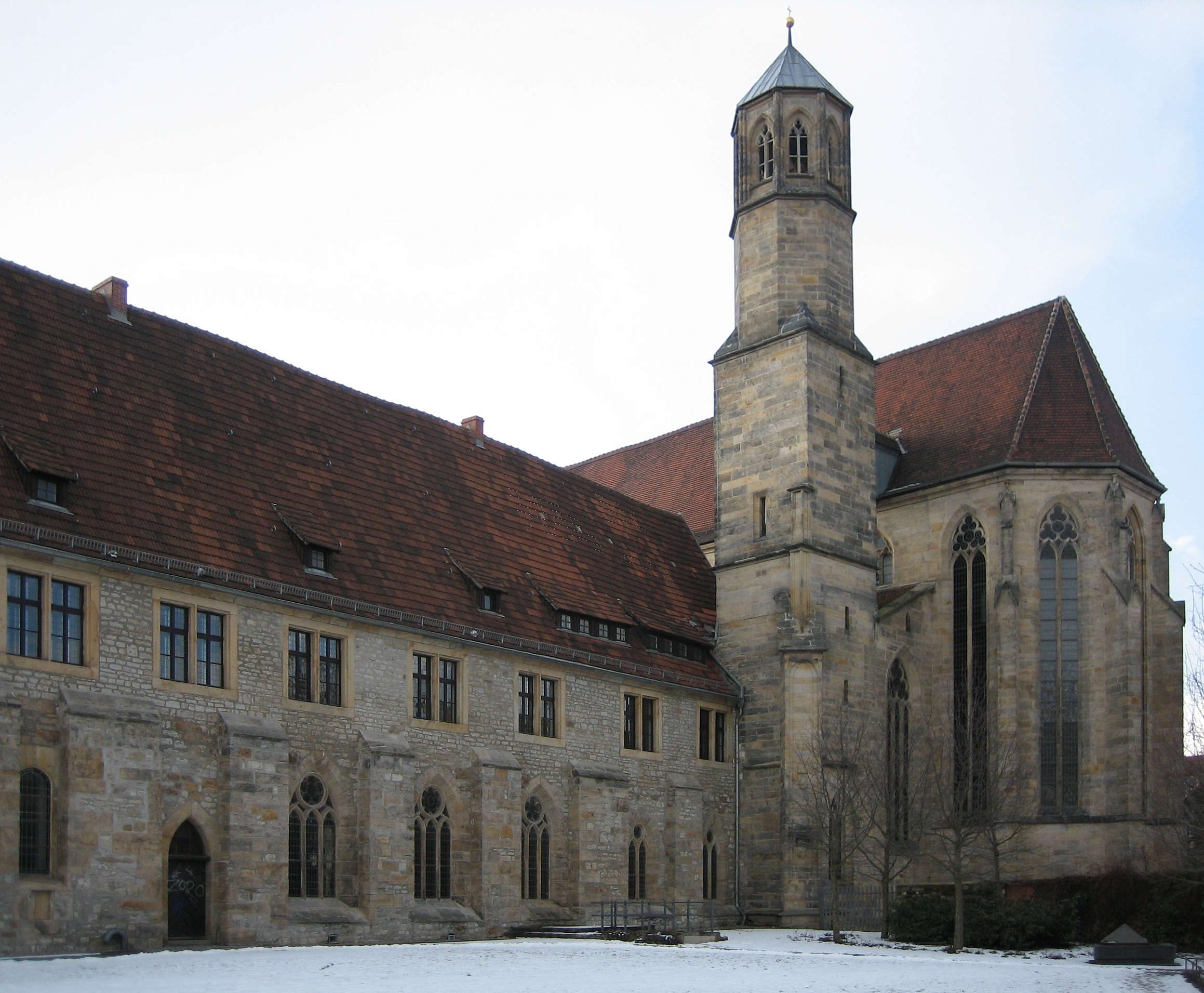
Предигеркирхе в Эрфурте, где служил монахом и настоятелем Майстер Экхарт

Родился в знатной семье в Хохгайме около 1260 года. Вступив в ранней юности в доминиканский орден, обучался в доминиканских школах и в Кёльнской высшей школе, где ещё царил дух Альберта Великого († 1280). После трёхлетнего лекторства (где именно неизвестно) Экхарт был назначен приором в Эрфурте и викарием Тюрингии.
К этому времени относятся его «Reden der Unterscheidung», возникшие из бесед с монастырской братией во время трапезы; он учит там отличать существенное от неважного в вопросах религии и культа.
В 1298 году было запрещено совмещение в ордене двух должностей одним лицом. Надо полагать, что Экхарт сохранил должность викария, как более почётную, тем более, что вскоре после этого он был сделан провинциальным приором. С сентября 1300 г. Экхарт состоял lector biblicus в Париже, в колеже св. Иакова (якобинцев, или доминиканцев; существовал с 1229 года), то есть читал лекции, посвящённые комментированию Св. Писания. Там он получил степени бакалавра и лиценциата, став магистром теологии в 1302 году.
В 1303 году Экхарт вернулся в Эрфурт и в том же году был назначен приором вновь образованной саксонской провинции ордена; оставался в должности до 1311 года.
В 1306 году на генеральном собрании в Париже многие из членов ордена указывали на беспорядки среди терциариев, особенно в Германии и Саксонии; на тот раз Экхарту удалось оправдаться от обвинений в снисходительном отношении к «братьям свободного духа». В 1311 году на собрании ордена в Неаполе гроссмейстер назначил Экхарта в Париж в качестве лектора-магистра.
Время от 1312 до 1320 г. Экхарт провёл, по-видимому, в Страсбурге, как видно из проповедей его и из трактата «Schwester Katrei Meister Eckharts Tochter von Strassburg».
В 1320 году Экхарт назначен приором во Франкфурт; предполагают, что это перемещение было вызвано возникшим против него подозрением в связях с бегинами и бегардами, против которых незадолго до того было возбуждено жестокое гонение, как против еретиков. В 1320 году гроссмейстер велел произвести тщательное расследование о подозрительных связях Экхарта. Около этого времени Экхарт читал лекции в Кёльнской высшей школе, где откровенно высказывал свои взгляды, возбуждая этим неудовольствие среди пастырей церкви, во главе которых стоял архиепископ Генрих III фон Вирнебург.
В 1325 году, на соборе ордена в Венеции, было постановлено вновь расследовать дело Экхарта: он был оправдан, но ему было запрещено касаться с кафедры вопросов религиозно-спекулятивного характера.
Архиепископ Кёльнский не был доволен таким исходом дела и вновь начал процесс против Экхарта, собрав о нём предварительно сведения, сильно компрометировавшие его в глазах церкви, и вооружившись цитатами из его сочинений. 14 января 1327 года Экхарт был допрошен инквизиторами архиепископа. На недостойное их поведение (они окружили его шпионами) Экхарт принёс жалобу Папе, выражая готовность подчиниться решению церкви, если его учение будет признано неправильным. 13 февраля 1327 года в доминиканской церкви в Кёльне Экхарт заявил публично, что готов отречься от всего ошибочного и еретического, что может быть найдено в его учении. Многими исследователями это заявление толкуется в смысле отречения Экхарта от его взглядов, но Прегер убедительно доказал, что нигде, может быть, Экхарт не высказал так ясно сознание своей правоты. В 1329 году последовала папская булла, осуждавшая 17 основных положений Экхарта как еретические, 11 — как подозрительные; в конце её говорилось, что от 26 из 28 положений Экхарт отрёкся сам.
Экхарт не дожил до окончания процесса и издания папской буллы; он умер в 1327 году.

## Учение

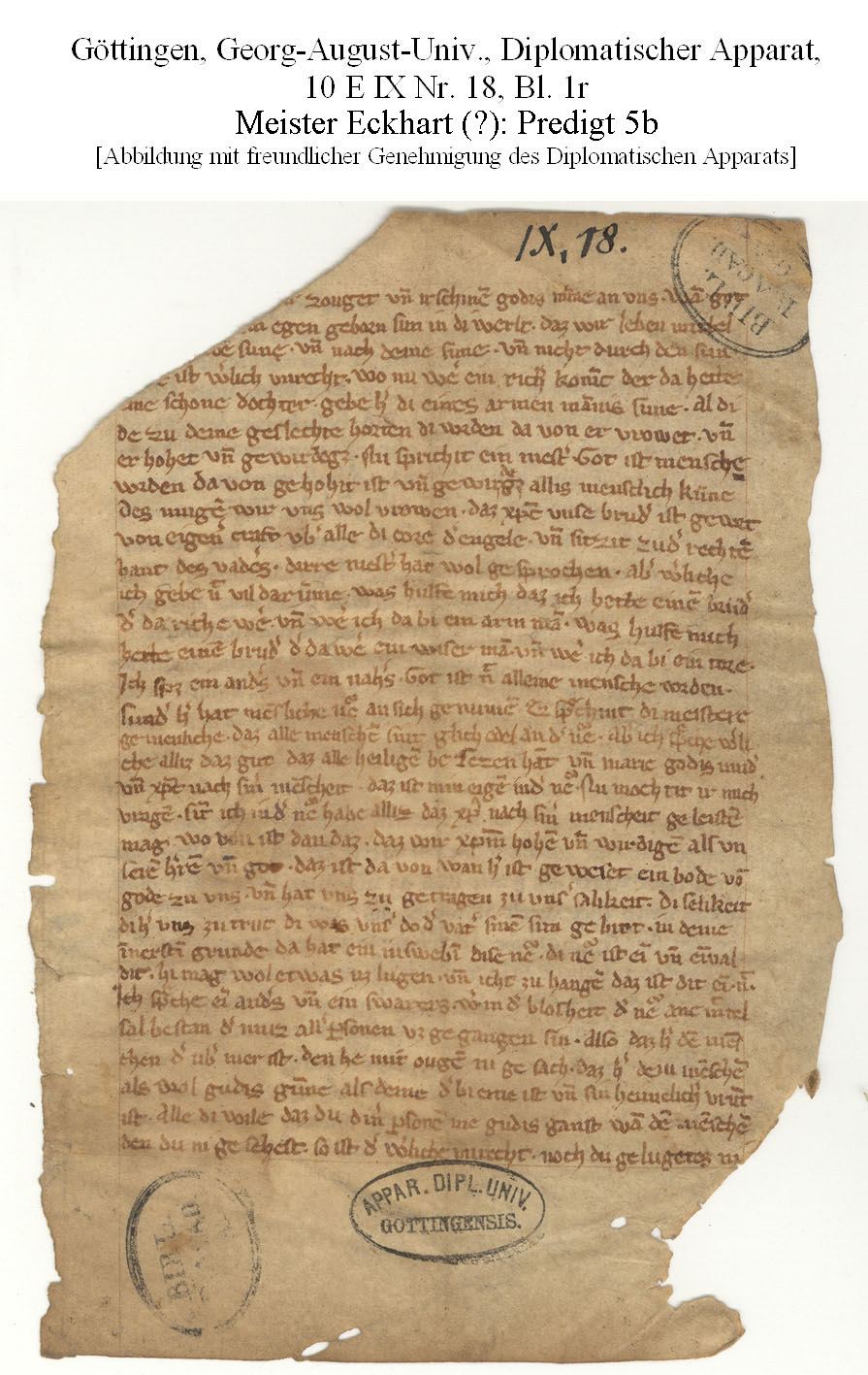
Старейший из сохранившихся фрагментов проповеди Экхарта

Автор проповедей и трактатов, которые сохранились в основном в записях учеников. Главная тема его размышлений: Божество — безличный абсолют (gotheit), стоящий за Богом-Творцом. Божество непостижимо и невыразимо, оно есть «полная чистота божественной сущности», где нет никакого движения. (См. Эйн соф). Через своё самопознание Божество становится Богом. Бог есть вечное бытие и вечная жизнь. 
В сочинении Экхарта «Проповеди и рассуждения» на первый план выступает понятие Божественности (gotheit), совершенная непознаваемость которого превращает его в «бездонный колодец божественного Ничто». Хотя любой атрибут не способен его описать, к нему все же приложимо понятие «основа» (grunt), оказывающаяся как «бездной» (abgrunt), так и «праосновой» (urgrunt). Такова Божественность сама по себе, но в отношении ко всему, что находится вне его, выступает как универсальная творческая активность. Главный её результат — Бог, мыслимый как трехипостасная личность. Соколов В. В. — Философия как история философии
По концепции Экхарта, человек способен познать Бога, поскольку в человеческой душе есть «божественная искорка», частица Божества. Человек, приглушив свою волю, должен пассивно предаться Богу. Тогда душа, отрешённая от всего, вознесётся до Божества и в мистическом экстазе, порывая с земным, сольётся с божественным. Блаженство зависит от внутренней самодеятельности человека:
С одной стороны, Экхарт согласен с теми, кто отождествляет Бога с бытием, но все же более основательно его тождество с глубинами человеческого духа. «В моей душе есть сила, воспринимающая Бога… Бог мне ближе, чем я сам себе». Можно считать, что древняя идея тождества микро- и макрокосмоса оборачивается идеей тождества глубин человеческого духа и Божественности. «Божья глубина — моя глубина. И моя глубина — Божья глубина». Задача искренне верующего человека не в том, чтобы с помощью образов и понятий обычного знания представить Бога как личность, а в том, чтобы уйти от таких представлений и на пути мистической интуиции обрести безличную Божественность. Соколов В. В. — Философия как история философии

### Проповеди и трактаты
Своё учение Экхарт изложил в проповедях и в трактатах. Из них наиболее примечательны:
- «Die Rede der Unterscheidung»,
- «Von der Ueberwart der Gottheit»,
- «Von dem Anefluzze des Vater»,
- «Von der Sele Werdigkeit und Eigenschaft»,
- «Glosse über das Evangelium Johannis»,
- «Swester Katrei Meister Ekehartes Tohter von Strazburc»,
- «Von dem Adel der Sele»,
- «Daz Buoch der göttlichen Tröstunge».

## Значение для Германии
Деятельность Экхарта имела весьма важное значение для философской и религиозной жизни Германии. До него господствовала в области знания чисто схоластическая наука, а идеалом религиозной жизни были святые дела под непосредственным руководством церкви. Мистическое созерцание не имело под собой твёрдой почвы, склонялось к квиетизму и не могло выйти из пантеизма неоплатоников. У Экхарта глубина философской мысли соединилась с силой и оригинальностью фантазии. Он первый из мистиков освободился от пантеистических воззрений и разрешил основные вопросы о сущности Бога и души в христианском духе.

### Роль в становлении литературного немецкого языка
Для своих философско-богословских исследований Экхарт пользовался не латинским, а немецким языком, желая сделать их возможно более доступными для массы. Ему приходилось создавать немецкий философский язык, и эта трудная задача была им выполнена гениально. Всем этим он проложил дорогу для дальнейшего философского исследования в Германии.

### Влияние на мировоззрение передовых умов
Воззрения Экхарта оказали значительное влияние на учение известных позднейших немецких мистиков-богословов И. Таулера и Г. Сузо, а также на учение Лютера, особенно в раннем периоде деятельности последнего, когда взгляды его отличались большим радикализмом.

## Наследие
Экхарт («Эккехардт» Eckehardt) упоминается в эссе М.Хайдеггера (1889—1976) «Просёлок» (Der Feldweg), 1949: «Простота несложного сберегает внутри себя в её истине загадку всего великого и непреходящего. Незваная, простота вдруг входит в людей и, однако, нуждается в том, чтобы вызревать и цвести долго. В неприметности постоянно одного и того же простота таит своё благословение. А широта всего, что выросло и вызрело в своем пребывании возле дороги, подает мир. В немотствовании её речей, как говорит Эккехардт, старинный мастер в чтении и жизни, Бог впервые становится Богом» (пер. А. Михайлова).
На русском языке изданы «Духовные проповеди и рассуждения» Экхарта:

### Русскоязычные издания проповедей и трактатов
- Экхарт М. Духовные проповеди и рассуждения: Репринтное воспроизведение издания 1912 года / Мейстер Экхарт; Пер. со средне-верхне-немецкого, вступит. статья и оформление М. В. Сабашниковой; Послесл. Александра Доброхотова. — М.: Политиздат, 1991. — XLVII, 192 с. — (Философская классика). — 50 000 экз. — ISBN 5-250-01793-2. (в пер.)
- Об отрешённости / Майстер Экхарт; (сост., пер. со средневерхненем. и лат. яз., предисл. и примеч. М. Ю. Реутина). — М.; СПб.: Унив. кн., 2001.
- Мастер Экхарт. Избранные проповеди и трактаты / Перев.,вступит. ст. и коммент. Н. О. Гучинской. СПб., 2001.
- Мастер Экхарт. Проповеди / Перев., предисл. и коммент. И. М. Прохоровой (Антология средневековой мысли: в 2-х томах Т.2 Спб., 2002. С.388-416
- Майстер Экхарт. Трактаты. Проповеди. / Издание подготовил М. Ю. Реутин. Ответственный редактор Н. А. Бондарко. — М.: Наука, 2010. — 438 с. [C]. — (Литературные памятники).

### О Майстере Экхарте
- Реутин М. Ю. «Христианский неоплатонизм» XIV века. Опыт сравнительного изучения богословских доктрин Иоанна Экхарта и Григория Паламы. Парижские диспутации Иоанна Экхарта. М.: РГГУ, 2011. — 250 с. (10, 16 л.). — (Библиотека «Arbor Mundi»). — 500 экз., ISBN 978-5-7281-1262-4
- Реутин М. Ю. Мистическое богословие Майстера Экхарта. Традиция платоновского «Парменида» в эпоху позднего Средневековья. М.: Издательство РГГУ, 2011. — 29,5 л. — ISBN 978-5-7281-1229-7
- Хорьков М. Л. Майстер Экхарт: Введение в философию рейнского мистика. Ин-т философии. — М.: Наука, 2004. — 16 л. — ISBN 5-02-006312-6
- Реутин М. Ю. Учение о форме у Майстера Экхарта. К вопросу о сходстве богословских учений Иоанна Экхарта и Григория Паламы (Серия «Чтения по истории и теории культуры») Вып. 41. М., 2004. −82 с. ISBN 5-7281-0746-X
- Анвар Этин Пророческие эталоны в исламской и христианской духовности по творениям Ибн Араби и Мастера Экхарта Страницы.2004. № 9: 2. С. 205—225.
- И. А. Михайлов. Экхарт // Новая философская энциклопедия : в 4 т. / пред. науч.-ред. совета В. С. Стёпин. — 2-е изд., испр. и доп. — М. : Мысль, 2010. — 2816 с.